# Saxofonkvartett
En saxofonkvartett består av fyra musiker som spelar saxofon. Sättningen är vanligtvis sopransaxofon/altsaxofon, altsaxofon, tenorsaxofon och barytonsaxofon. Kompositören J. B Singelée (1812-1875) komponerade det första verket för saxofonkvartett och skrev sedan en rad verk till för sättningen.

## Ett urval av standardverk för saxofonkvartett
- J. B. Singelée (1812-1875) - Premier Quatuor op. 53
- Jean Françaix - Suite
- Jean Francaix - Petit Quatuor
- Eugène Bozza - Andante et Scherzo
- Alexander Glazounov - Quartet op.109
- Nils Lindberg - Dalasvit
- Florent Schmitt - Quatour op.102
- Thierry Eschaich - Tango virtuoso

## Etablerade saxofonkvartetter
- Svenska Saxofonkvartetten
- Rollin Phones
- Hässlö Saxofonkvartett
- Stockholms Saxofonkvartett
- Rascherkvartetten